# Aromobates capurinensis
Aromobates capurinensis (Péfaur, 1993) è un anfibio anuro, appartenente alla famiglia degli Aromobatidi.

## Distribuzione e habitat
È endemica della Cordillère de Mérida in Venezuela. Si trova tra i 2350 e i 2700 metri di altitudine nello stato di Mérida.